# Allplan
Allplan — система автоматизированного проектирования, созданная компанией Nemetschek Allplan Systems GmbH — дочерним предприятием концерна Nemetschek Group. Программный пакет объединяет в себе следующие разделы строительного проектирования: архитектура, конструирование, инфраструктура, дороги, дизайн, оценка стоимости и сметы, строительные объёмы, инженерные системы зданий, генплан, металлоконструкции, железобетонные конструкции. Локализация доступна на 19 языках, в том числе на русском. Реализована связь со сметными системами, используемыми в СНГ и системами расчета конструкций SCAD и ЛИРА.

## Характеристики системы
- Объектно-ориентированная технология 3-D BIM;
- Одновременная работа специалистов над всеми разделами проекта;
- Автоматическое сопряжение инженерных систем, элементов здания и арматурных изделий;
- Автоматическая корректировка изменений в проектах;
- Автоматическое создание планов, видов, разрезов и проекций;
- Визуализация: объемная анимация, учёт освещения, теней, виртуальный проход по зданию/облет, фотореалистичное изображение, встраивание объекта в фотографию, верстка;
- Точность проектирования и количественных расчетов в соответствии со СНиПами;
- Редактируемые библиотеки, включая каталоги по ГОСТам и сериям;
- Совместимость данных с другими графическими, расчетными и сметными системами;
- Интеграция с системами проектирования инженерных сетей ОВ/ВК и системами расчета ЖБК по СНиП;
- Проектирование железобетонных и металлоконструкций;
- Предварительный расчет затрат на строительство, связь со сметными программами и системами электронного документооборота;

## Функциональные возможности
BIM — технология, реализованная в Allplan, предоставляет программное решение для каждого из этапов жизненного цикла строительного проектирования: с начального наброска до готовой проектной документации. В русской версии программного пакета произведена адаптация спецификаций и чертежей к требованиям российских строительных норм и стандартов.

## Инструментальные модули
- Allplan Basis 2D — общее создание 2D-чертежей.
- Allplan Дизайн (англ. Allplan Design) — общее создание 2D-чертежей и 3D моделирование.
- Allplan Архитектура (англ. Allplan Architecture) — архитектурное направление.
- Allplan Конструирование (англ. Allplan Engineering) — железобетонные конструкции, каркасы.
- Allplan Инженерные системы зданий — системы ОВК, электрика, канализация.
- Allplan BCM — строительные объёмы и оценка стоимости.
- Allplan Allfa — управление файлами проекта и данными на предприятии.
- Allplan Campus — студенческая версия, только для учебных заведений.
- Allplan Precast — управления производством сборного ж/б и логистикой.

## Поддерживаемые операционные системы
Allplan поддерживает семейство операционных систем Microsoft Windows. В комплект поставки входит версия для 64-разрядной системы.

## Поддерживаемые форматы файлов
Чтение
.dwg; .dwt; .dxb; .dxf; .dgn; SVG;ncb; IFC; 2D/3D pdf; C4D; WRL; STL; SKP;3DM
Запись
.dwg; .dw; .dxb; .dxf; .dgn; HPGL2; ncb; IFC; 2D/3D pdf; C4D; WRL; X3D 3DS; U3D; MSX; STL; SKP; 3DM